# Max Maag

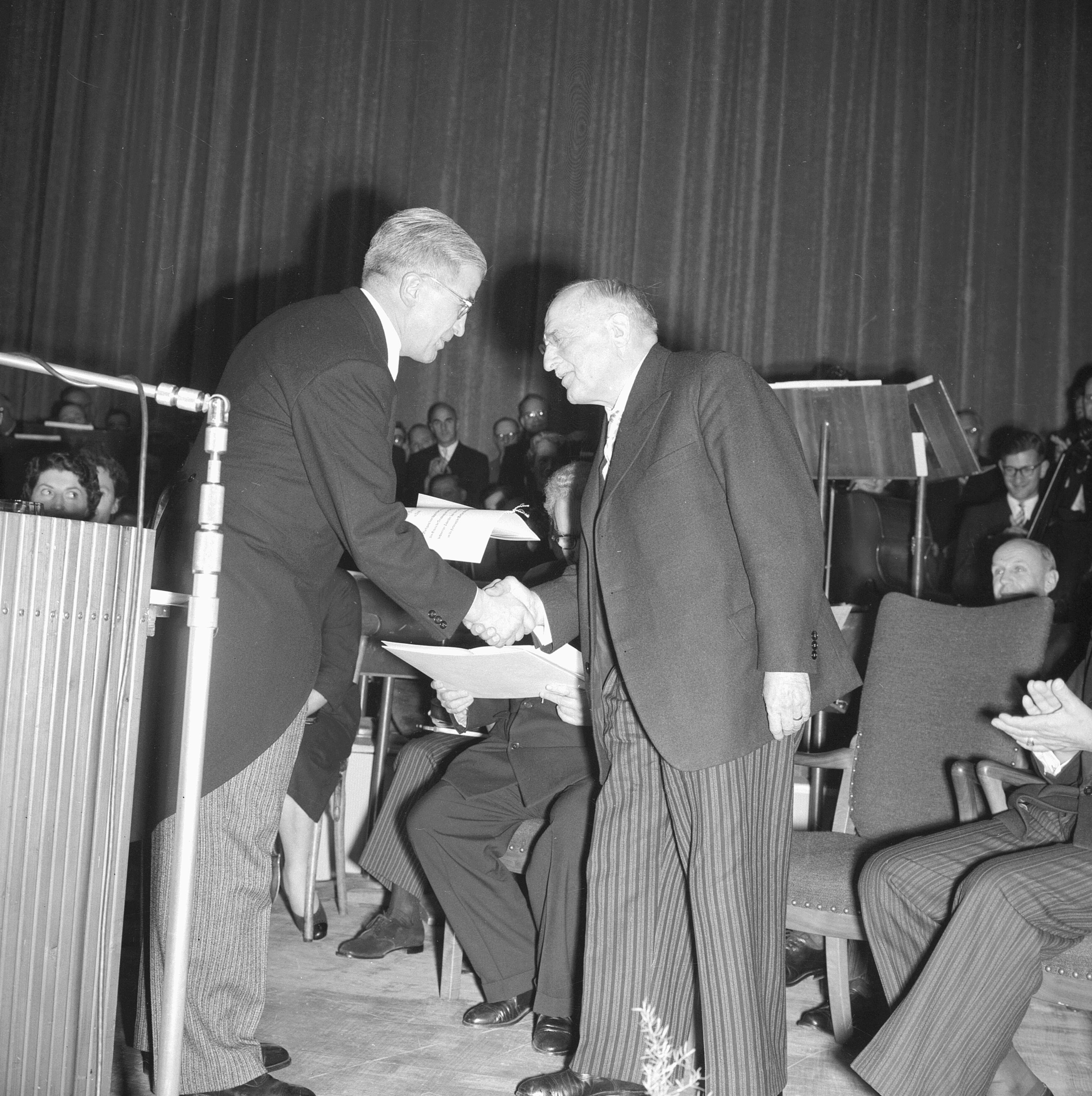
Verleihung des Ehrendoktors durch Karl Schmid (links)

Max Maag (* 7. Februar 1883 in Dorf am Irchel; † 16. Februar 1960 in Zürich) war ein Schweizer Maschineningenieur und Orgelbauer.

## Leben
Maag war vor allem im Bereich der Konstruktion von Getrieben tätig. Er entwickelte bis 1908 ein Verzahnungssystem, dessen produktive Auswertung allerdings hohe Genauigkeit erforderte. Gleichzeitig liess er auch eine Hobelmaschine zur Herstellung von verzahnten Stirnrädern in 14 Ländern patentieren. Ausserdem schloss er einen Lizenzbau-Vertrag mit den USA für Maag-Maschinen.
Das von Maag entwickelte Verfahren ermöglichte es, Zahnräder von hoher Qualität und Präzision herzustellen. Der Kern war das Abwälzverfahren, durch das die Fertigung auf der Basis mathematisch berechneter und durchkonstruierter Einzelverzahnungen ermöglicht wurde. Maag benutzte dabei eine Zahnstange mit Schneidkante, an der das zu bearbeitende Rad genau wie beim Eingriff in ein anderes Rad abrollte. Um die nach dem Härten verzogenen Zahnräder zu korrigieren, entwickelte Maag zusätzlich ein neues Schleifverfahren. Die «Maag-Verzahnung» wurde zum Begriff für eine optimal ausgelegte Verzahnungsgeometrie.
1913 übernahm er in Zürich Aussersihl an der Hardstrasse die Hallen der liquidierten Automobilfabrik SAFIR und gründete die Max Maag Zahnradfabrik (später Maag-Zahnräder AG). Die gute Konjunktur während des Ersten Weltkrieges liess die Firma mit anfänglich 24 Angestellten bis 1918 zu einem Grossunternehmen mit 1500 Arbeitern wachsen. 1928 stellte Maag erstmals Pumpen her. 1991 wurde das Unternehmen aufgeteilt. Heute ist die Maag Pump Systems AG noch als Hersteller von Zahnradpumpen tätig und die FLSmidth MAAG Gear AG und Renk-Maag GmbH als Hersteller von Getrieben und Kupplungen.
1915 gründete Maag zusammen mit der Luftschiffbau Zeppelin GmbH die Zahnradfabrik Friedrichshafen.
Nach einer finanziellen Krise der Maag-Unternehmensgruppe schied Max Maag 1923 aus der Geschäftsleitung aus. Ende 1926 verliess er die von ihm aufgebaute Firma. Fortan führte er das Dasein eines Erfinders und «Gelegenheitsunternehmers» und hatte stets mit finanziellen Sorgen zu kämpfen. Obwohl die Firma Maag ihn finanziell unterstützte, blieb ihm ein neuerlicher unternehmerischer Erfolg versagt. 1928 entwickelte und baute er eine Rasierklingenschleifmaschine. Die Maag-Rasierklinge wurde jahrelang verkauft, doch übernahm keine Grossfirma eine Lizenz und Maag musste sich aus diesem Geschäft zurückziehen.

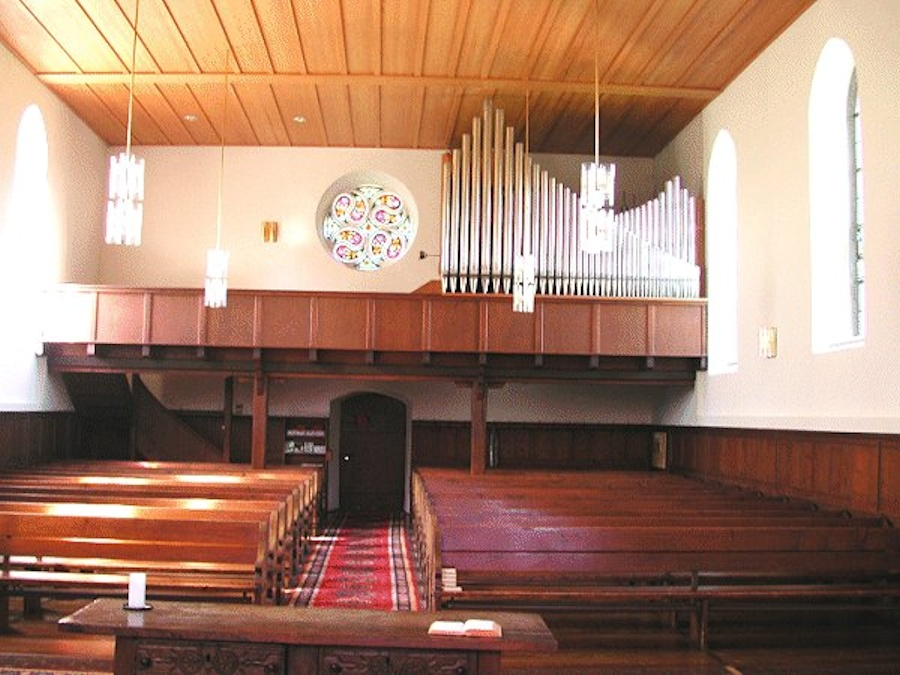
Maag-Orgel in Densbüren

Danach begann Maag mit dem Orgelbau. Finanziell unterstützt durch den Zürcher Geschäftsmann und Freund Bernhard R. Garbade. 1935 wurde die erste Maag-Orgel eingeweiht. In Zürich findet man seine Orgeln in der Kirche Sankt Jakob, im Kirchgemeindehaus Enge, Kirche Letten Wipkingen und in Umbauten mit anderen Orgelbauern wie Theodor Kuhn in der Grossen Kirche Fluntern und der Zwinglikirche Sihlfeld sowie in Densbüren.  Sein Schwiegersohn, der Zürcher Komponist Alfred Baum, spielte in Zürich oft Konzerte auf Maag-Instrumenten.
Auch mit dem «Micro-Maag», einem Innenmessgerät für Bohrungen zwischen 5 und 200 mm, war er nicht erfolgreich.
Im September 2017 wurde auf dem Maag Areal die Tonhalle Maag eröffnet, welche das Zürcher Tonhalle-Orchester in den folgenden drei Jahren als Interimsspielstätte nutzt.

## Auszeichnung
- 1955 verlieh ihm die Eidgenössische Technische Hochschule Zürich in Würdigung seiner schöpferischen Leistungen auf dem Gebiet der Verzahnung und der Herstellung hochwertiger Zahnräder sowie seiner Verdienste um die Förderung der Werkstattmesstechnik den Ehrendoktor der technischen Wissenschaften.